# Carlo Bonomi (artista)
Carlo Bonomi (Turbigo, 28 dicembre 1880 – Turbigo, 16 novembre 1961) è stato uno scultore e pittore italiano.

## Biografia
Adolescente, Carlo Bonomi si dedica a vari mestieri e a 18 anni s'iscrive all’Accademia di Brera, a Milano, che frequenta fino al 1904. A Milano apre uno studio insieme a Carlo Carrà, a Giannino Castiglioni e a Barilli. Compie viaggi di studio a Monaco di Baviera e a Roma. Dipinge con colori accesi - gialli, rossi e bruciati - stesi con sostanza materica, come se intuisse nella pittura una terza dimensione. Realizza opere a grandezza monumentale, piene di figure, viste nella loro quotidianità: persone umili e operose, con profonde motivazioni religiose e umane. Non dimentica, anzi esalta la sua estrazione popolare. La sua intera produzione artistica comprende più di duemila opere che in parte sono ancora inedite.
Parte volontario per la I Guerra mondiale e conosce il dramma dei soldati, mandati al massacro e le condizioni disumane della vita in trincea. Si sente in rivolta contro l’inutilità di quei massacri.
Dopo la fine della guerra è attratto dalle opere plastiche, trascura la pittura e inizia a scolpire. Realizza in bronzo La madre esposta nel 1926 alla I Esposizione Ufficiale del Novecento a Milano; La contadina del 1928, scolpita ad altezza naturale, presentata alla mostra Permanente di Milano. Sono due donne energiche, due popolane austere e segnate dalla sofferenza. Nella figura della donna Carlo Bonomi sente distintamente la prorompente forza della vita, contro il dolore e la morte. Alla V Mostra Sindacale di Milano nel 1934 vince la medaglia d'oro e il premio Medardo Rosso. Con la scultura Mater Intemerata si aggiudica la medaglia d'oro alla I Mostra Internazionale d'Arte Sacra di Trieste del 1961.
Alcuni suoi bronzi sono destinati al Cimitero Monumentale di Milano, come Il trasporto di Cristo, nella cappella Fenzi. Altre Deposizioni e Pietà sono nei cimiteri di Asmara, di Bergamo e di Gallarate. Ha partecipato al restauro del Broletto di Novara, edificio che risale al Medioevo.

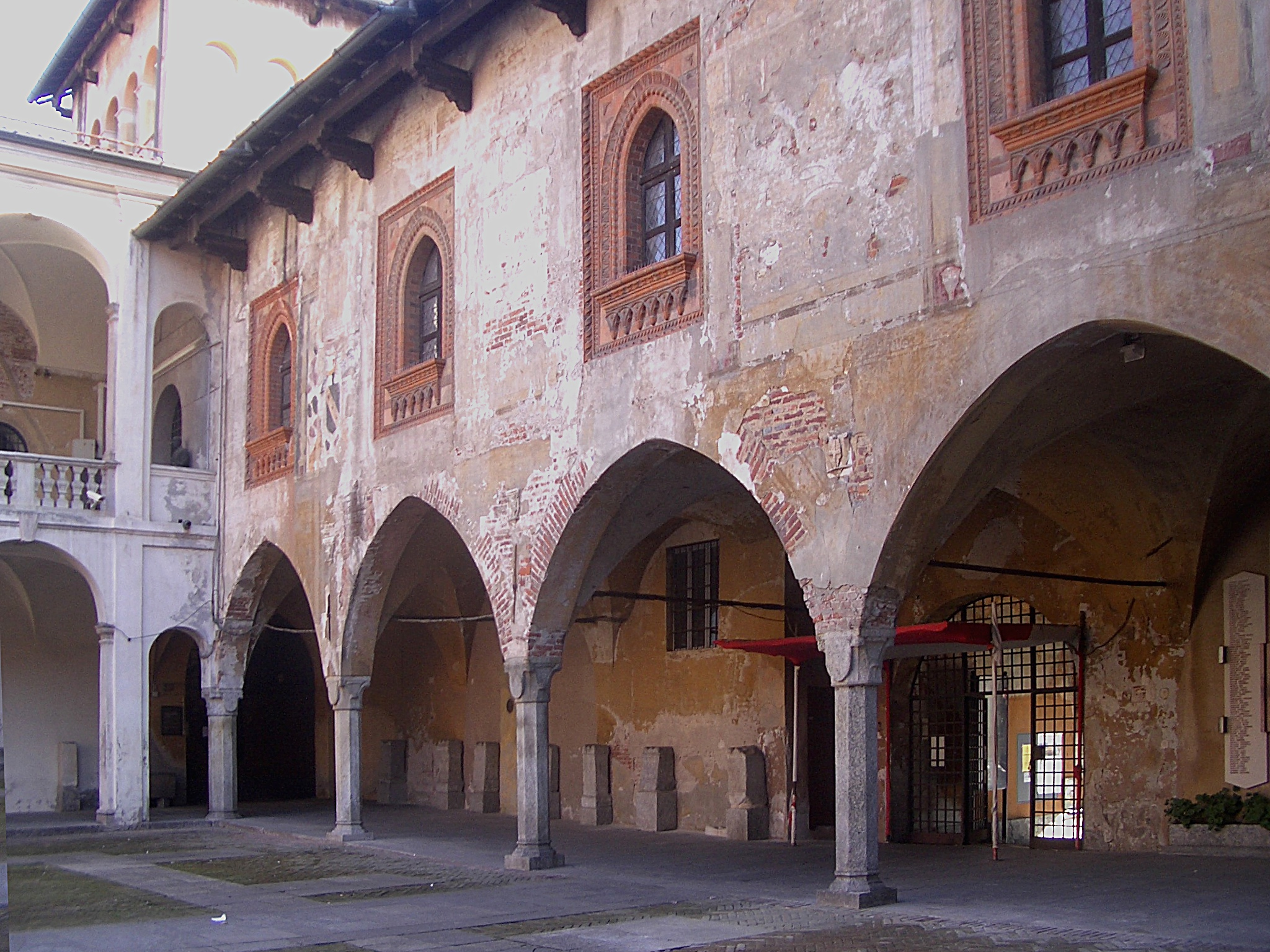
Broletto di Novara

Si è scoperto anche architetto e ha costruito per sé una casa in collina, a Turbigo, non lontana dal Castello. Alla sua morte la casa è stata ereditata dall’architetto e archeologo Angelo Vittorio Mira Bonomi, suo figlio adottivo. Lo studio di Carlo Bonomi è diventato così un museo-gipsoteca, con i gessi delle sue opere plastiche, anche di quelle incompiute.
Quattro sue sculture sono a Turbigo: San Francesco del 1934, sulla fontana della piazza omonima; La contadina del 1928, all’ingresso del palazzo Municipale, L’eroe del 1954 è al Sacrario ai Caduti, e Mater Intemerata del 1960. Sue opere si conservano anche alla Galleria d'Arte Moderna di Novara, ospitata nel Broletto di Novara e alla Pinacoteca di Brera.

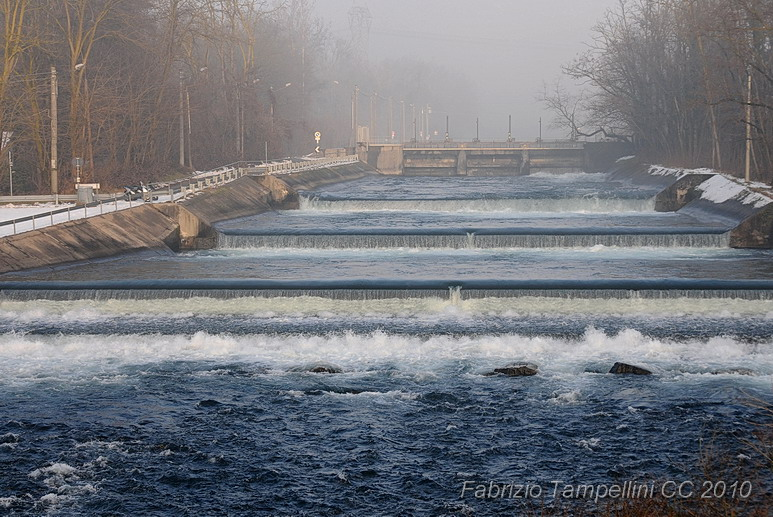
Tre Salti - Turbigo

### Altre opere
- Paesaggio con figura, olio su compensato
- Violinista, olio
- Mater,  1915-1923, bronzo
- A Family, 1930, bronzo
- Mucche, olio su tela
- Controluce Mattino d'Autunno sui Pascoli Sfondo di Col Badile, olio su cartoncino